# 中条顕
中条 顕（ちゅうじょう あきら、1914年 - 1996年03月22日）は日本の洋画家。
東京都出身。川端画学校に学ぶ。1948年自由美術展出品、同会員となる。1961年自由美術協会脱退。1962年、日本実在派作家集団の創立メンバーのひとりとなる。幻想的だが、根底には現実から取材したものがテーマになっていた。。ウズラの卵と超長方形の画面構成が長年追求したスタイルだった。1960年代から東京都渋谷区神宮前の自宅兼アトリエで画塾を開き、小学生から芸大・美大受験生までを教えた。

## 略歴
- 1948年、自由美術展出品。
- 1962年、日本実在派作家集団(現、作家集団実在派)の創立メンバー。

## 作品リスト

### 目録
- 群馬県立近代美術館所蔵品目録　洋画・版画・彫刻・工芸 (群馬県立近代美術館, 1993年発行)

### 絵本
- カハイイ動物 (1946年 森の子供社) 中條春野 文
- ナカヨクアソボ : 森の子供社エホン (1946年 森の子供社) 中條春野 文
- 日本地理の図鑑 (1956年 小学館) 木内信蔵 等著
- モーツアルト : 天才作曲家 (1956年 日本書房) 吉村貞司 文
- アルプスの少女 (1957年 集英社) スピリ 原作,田島準子 文
- ひみつの花ぞの (1957年 日本書房) バーネット 原作、片岡利英 文
- ニルスのふしぎな旅 (1957年 日本書房) ラーゲルレフ 原作、山田琴子 文
- ベルとまもの (1957年 日本書房) ボーモン夫人 原作、后藤有一 文
- 赤い花・白い花 : アイヌ民話 (1957年 日本書房) 清水史雄 文
- ドン・キホーテ(1958年 日本書房) セルバンテス 原作,后藤有一 文
- エレン物語 (1958年 日本書房) ウェザレル 原作、村岡花子 文
- みつばちマーヤ (1958年 日本書房) ボンゼルス 原作、后藤有一 文
- 小女ケティ (1961年 日本書房) クーリッジ 原作、伊沢節子 文
- 人魚のクーさん : アイルランド童話 (1961年 日本書房) 船木枳郎 文
- シンドバット : アラビアン・ナイト (1961年 日本書房) 永井和美 文
- おさるのさいばんかん : 動物童話集 (1962年 日本書房) 井上哲男 文
- ガラスのおしろ (1963年 日本書房) グリム 原作、中野啓介 文
- マッチうりの少女 (1966年 日本書房) アンデルセン 原作、船木枳郎 文
- いたずらっこソフィ (1966年 日本書房) セギュール夫人 原作、水上不二 文

### 雑誌
- 美術手帖 NO.246 (1964年12月号 美術出版社)
- 美術手帖「手帖通信」NO.252 (1965年5月号 美術出版社)
- アトリエ NO.538「油絵のABC」(1971年12月号 アトリエ出版社)
- アトリエ NO.543「静物画に於ける空間の条件」(1972年5月号 アトリエ出版社)